# Élections municipales partielles françaises de 1975
Des élections municipales partielles ont lieu en 1975 en France.